# Jean-Louis Berlandier
Jean-Louis Berlandier (Fort l'Écluse, 1805 – Río San Fernando, 1851) fue un naturalista, médico, y antropólogo franco-mexicano.

## Biografía
Berlandier nació en la zona rural de Fort l'Écluse, cerca de la frontera franco-suiza, y estudió botánica en Ginebra probablemente mientras trabajaba de aprendiz en una farmacia.
Sobre los veinte años, por recomendación de su mentor, Augustin Pyrame de Candolle, Berlandier se unió a una expedición científica mexicana como biólogo y botánico. Berlandier arribó a Pánuco, en el Estado mexicano de Veracruz, en diciembre de 1826 y se dedicó a recolectar plantas en el área circundante antes de continuar a Texas como parte de la Comisión de Límites Mexicana. La comisión partió de la Ciudad de México el 10 de noviembre de 1827, al mando del militar Manuel de Mier y Terán. Berlandier realiza recolecciones botánicas alrededor de Laredo (Texas), en febrero de 1828; y de San Antonio, Gonzales, y San Felipe entre marzo, abril, y mayo de 1828. Después de un breve viaje por el interior del país contrajo malaria y regresó a San Antonio. Recolecta especímenes botánicos, hace notas sobre fauna, y junta información sobre más de cuarenta naciones indígenas en el territorio, con especial énfasis sobre el pueblo comanche. En el otoño de 1828, con un grupo de 30 soldados mexicanos dirigidos por el coronel José Francisco Ruiz, Berlandier es acompañado por los jefes comanche Reyuna y El Ronca en la caza de osos y bisontes en tierra abierta al noroeste de San Antonio. Entre el 19 de noviembre al 18 de diciembre, Berlandier es acompañado por Ruiz para explorar las minas de plata en el río San Saba. El 3 de febrero de 1829, también se une a una fuerza comandada por Antonio Elosúa para retomar el presidio de Goliad.
Luego que la comisión se disolviese en noviembre de 1829, Berlandier se quedó a radicar en Matamoros, Tamaulipas donde se empleó como médico. Durante esta etapa de su vida en Tamaulipas, realiza viajes de recolecciones botánicas y animales adicionales en Texas y otras partes de México, inclusive retornando a Goliad en 1834.
Berlandier compiló información detallada de las expediciones, incluyendo catálogos de flora, fauna, y grupos de indígenas. Esa información forma parte de los estudios más adelantados de las naciones indígenas de las planicies del sur de Texas. Uno de sus manuscritos originales, con fecha en 1834, se encuentra a resguardo del Museo Gilcrease en Tulsa, Oklahoma.
También, sirvió como capitán, cartógrafo, y ayuda de campo en el Ejército de México del Norte ante el comienzo de las hostilidades entre EE. UU. y México en la primavera de 1846, bajo el comando del General (más tarde Presidente) Mariano Arista. El capitán Berlandier dibujó el primer grupo de mapas de la Batalla de Palo Alto (8 de mayo de 1846), mapas que hoy se localizan en la Biblioteca del Congreso de Estados Unidos. Sus extensos conocimientos de la región del sur de Texas y de Tamaulipas, ganados durante sus exploraciones de colecta botánica de especímenes, fueron inapreciables para el General Arista.
Luego del Tratado de Guadalupe Hidalgo que hizo finalizar la conflagración en febrero de 1848, Berlandier fue comisionado, nuevamente, en 1850 para tomar parte en la Comisión Internacional de Límites para definir la frontera entre México y EE. UU.
Falleció en 1851 a la edad de cuarenta y seis años al cruzar el río San Fernando, en Tamaulipas.
- La abreviatura «Berland.» se emplea para indicar a Jean-Louis Berlandier como autoridad en la descripción y clasificación científica de los vegetales.[3]

## Publicaciones
- Berlandier, Jean-Louis. "Grossulariaciae," (artículo sobre las gooseberry),

- publicada en "Mémoires of the Society of Natural History of Geneva"; 1824
- incluida en Auguste Pyrame DeCandolle's "Prodromus", libro sobre plantas del mundo, 1826

- Berlandier, Jean-Louis; Chovell, Rafael. "Diario de viaje de la Comisión de Límites." 1850
- Berlandier, Jean-Louis (traducido por Sheila M. Ohlendorf et al.) "Journey to Mexico during the Years 1826 to 1834. (en dos vols)." Texas State Historical Association, Austin, Texas, 1980
- Berlandier, Jean-Louis (traducido por Frank Mares) "Itinerario: Campaña de Palo Alto y Resaca de Guerrero." Yale University: Western America Collection MS S-310, 1846
- Berlandier, Jean-Louis "Journal of Jean Louis Berlandier during 1846–1847, Including the Time When He Was Driven from Matamoros by the Americans." Thomas Phillips Collection, MS 15512 (Berlandier), Library of Congress, Washington, DC. copia en archivo en Arnulfo L. Oliveira Library, University of Texas at Brownsville